# 小米Note 2
小米Note 2，是一款由小米科技於2016年10月25日所发布的Android系統智能手机。這款手機採用5.7吋的OLED螢幕，同時配置了高通骁龙821 AIE處理器以及最高6GB RAM+128GB ROM的存储容量，內建4070mAh電池，並支援QC3.0快充。

## 規格
小米Note 2搭載高通驍龍821處理器、基於Android 6.0的MIUI系統、5.7吋全面屏、4GB / 6GB記憶體、64GB / 128GB / 儲存空間。

## 價格

### 中國大陸地區
4RAM+64GB ROM售價：2799元人民幣
6GB RAM+64GB ROM售價：2999元人民幣
6GB RAM+128GB ROM售價：3299元人民幣
6GB RAM+128GB海外版 ROM售價：3499元人民幣